# 失败主义

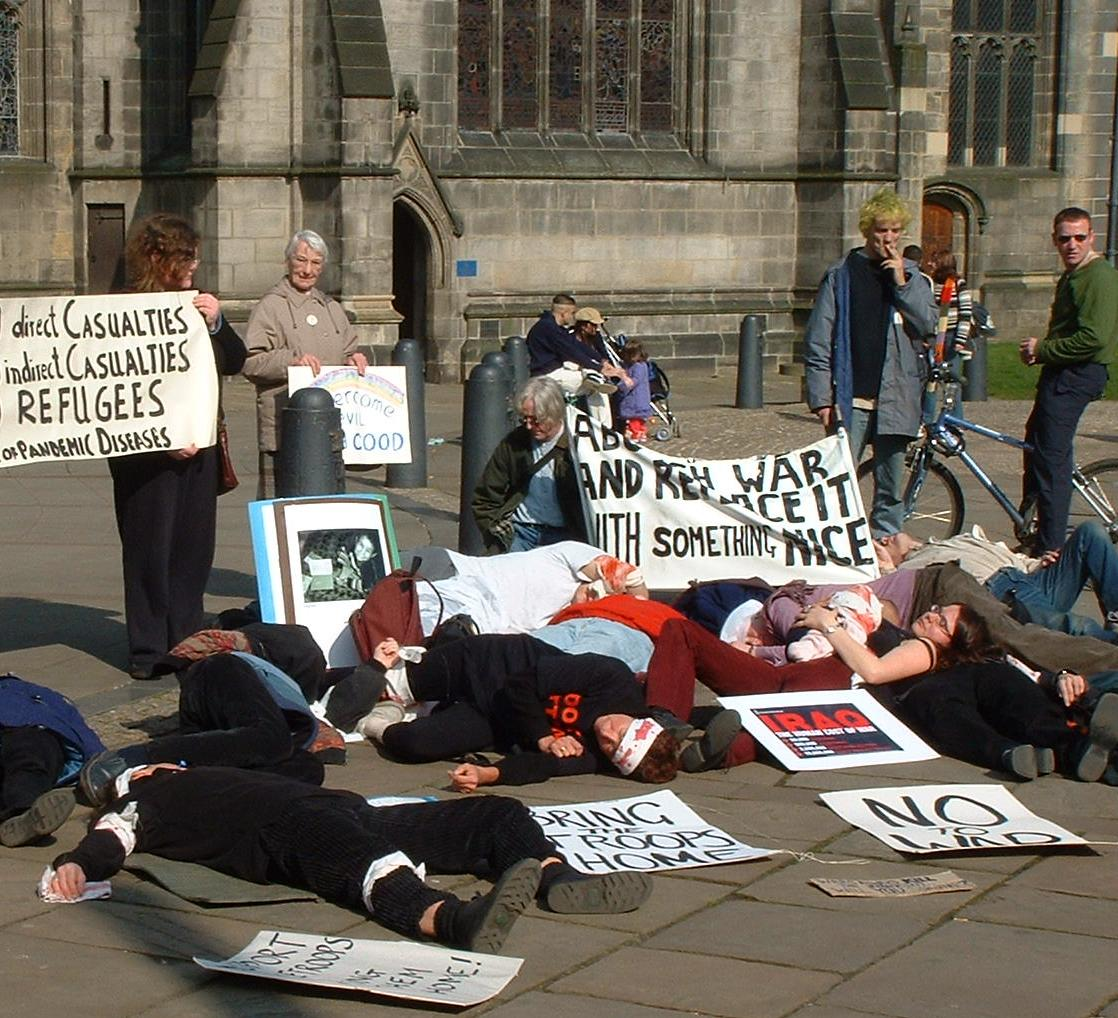
失败主义还是反战？2007年，美国密歇根大学的学生在安娜堡举行的反伊拉克战争抗议活动。一名抗议者的标语上有一段文字，介绍周围的“尸体”：“每天有100多名伊拉克人在伊拉克战争中被杀。如果你在上班的路上看到这个会怎么想？”

失敗主義（英語：Defeatism）是一種思想，認定未來注定失敗而放棄一切改變現狀的行動。這個詞源自第一次世界大戰的法國。在日常用途中「失敗主義」一詞帶有負面涵義，通常與叛國和悲觀主義連結在一起；或是用於描述類似美國小說《第22條軍規》中注定失敗的兩難情境。這個詞常在戰爭的背景下使用：如果一名士兵認定根本不可能贏得一場戰爭，或是因為某些理由認為這場戰爭不值得打，他就會被稱為失敗主義者。該詞也可以用在其他領域，像是政治、體育、心理學或哲學之類。

## 政治失敗主義
某些政府曾因為政敵反對其戰爭行動或某些政策，而將對方冠上「失敗主義」的罪名。例如：
- Luigi Fabbri（1877年-1935年），一位義大利的擁軍事派無政府主義者，在第一次世界大戰時因為失敗主義而被判刑。
- Elisabeth von Thadden（1890年-1944年)，东普鲁士莫伦根的一位德國教師與反希特勒激進派，被以失敗主義與叛國未遂之罪名處死。
- Daniil Kharms（1905年-1942年），一位俄國作家，在列寧格勒围城戰時因失敗主義而坐牢，在獄中被活活餓死。
- 德克·扬·德格尔（Dirk Jan de Geer，1870-1960年），荷兰前财政部长、阿姆斯特丹市长。二战流亡英国并担任荷兰首相，因怀疑对德战争胜利的可能性而被取消职务，战后因被指控和纳粹勾结而被撤销所有荣誉学位。
- 埃兹拉·庞德（Ezra Pound，1885-1972年）因在二战期间为轴心国进行宣传活动而在美国被控叛国罪，并在精神病院中度过了十二年。道格拉斯·钱德勒（1889- 1963 年）和罗伯特·贝斯特（1896-1952 年）因同样原因被判无期徒刑。

## 革命失敗主義
「革命失敗主義」是從馬克思主義的階級鬥爭衍生而來的概念，列寧在第一次世界大戰時倡導。列寧宣稱，無產階級的真正敵人是奉行帝國主義的統治者，這些統治者把低於自己的階層送上戰場。他續稱，無產階級無法得益於任何勝戰，國家戰敗反而對他們更有利，因為這可能會轉變為針對統治者的內戰，然後擴大到國際革命。
起初，1915年的社會主義齊美爾瓦爾德會議上，只有最激進的派系同意革命失敗主義的理論。但之後獲得越來越多社會主義者的支持，尤其在1917年之後的俄羅斯，隨著該國在第一次世界大戰東線戰場的節節敗退，以及列寧在四月提綱重申這一理論之後。
就列寧的用詞而言，「革命失敗主義」的相對詞為「革命沙文主義」（或社會愛國主義）。